# Kontrollmärke på motorfordon

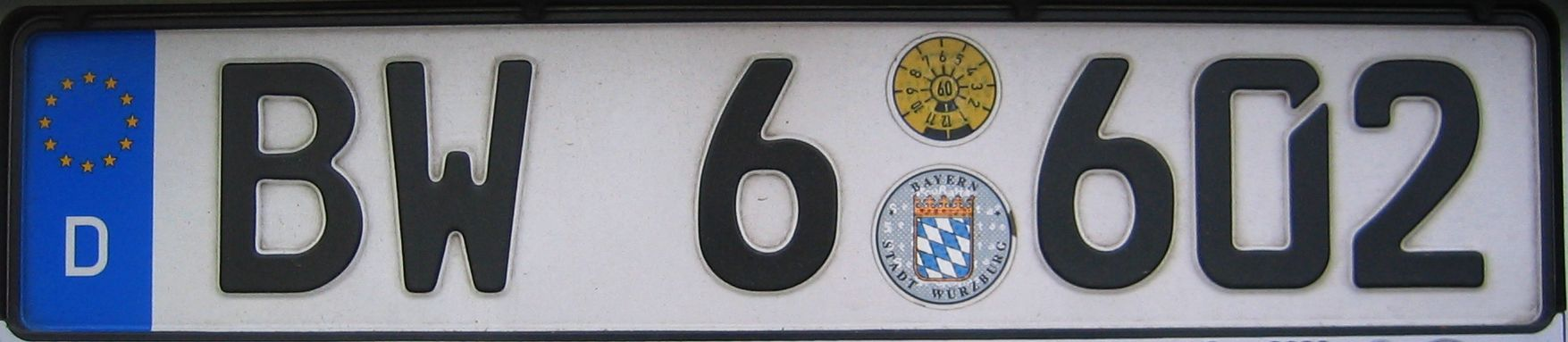
Tysk registreringsskylt med kontrollmärken.

Kontrollmärke på motorfordon är en form av kontrollmärke. Kontrollmärken finns på fordon i många länder. Några länder har haft detta förut, men senare avskaffat detta, bland annat Sverige och Estland.
I många andra länder finns något slags märkning synligt från utsidan av bilen, ofta i vindrutan eller på registreringsskylten, som anger godkännade för körning. I artikeln registreringsskylt beskrivs mer om skylten, och märket om ett sådant finns.

## Island
I mellanrummet mellan bokstäverna och siffrorna klistras ett rektangulärt skattekvitto.

## Litauen
I mellanrummet mellan bokstäverna och siffrorna sitter två runda kontrollmärken.

## Norge
Norge införde i början på 1990-talet ett godkännadekvitto att klistras på registreringsskylten mellan bokstäverna och siffrorna. Både fram och bak. De fick egentligen inte riktigt plats eftersom mellanrummet var minimalt. Nya skyltar tillverkas därefter med lite större mellanrum. Många äldre skyltar används fortfarande. Den 1 maj 2012 avskaffades skattemärken (kontrollmerke/oblater) i Norge.

## Schweiz, Slovenien, Tjeckien och Österrike
De har skattekvitton, endast för motorvägsskatten, som klistras på vindrutan. Även utländska besökare behöver köpa dem om de önskar använda motorvägar. Österrikiska fordon har också ett besiktningsmärke på vindrutan.

## Slovakien
I mellanrummet mellan bokstäverna och siffrorna sitter ett runt kontrollmärke.

## Storbritannien
Man ska klistra fast en pappskiva, 10 cm i diameter, kallad tax disc, i vindrutans vänstra sida. För motorcyklar finns en särskild hållare att montera fast.

## Tyskland
Det finns två runda kontrollmärken på registreringsskylten. Kontrollmärkena avser båda godkänd bilprovning, den övre ordinarie prov, och den undre avgasprovet. Se bild ovan.
I vissa tyska städer skall man även ha Feinstaubplakette på vindrutan för att visa att bilen följer de lokala miljökraven.

## USA och Kanada
I de flesta stater och provinser ska man klistra fast ett kontrollmärke i hörnet av nummerplåten. Det är ett par cm stort.